# پرچم‌شناسی

پرچم فدراسیون بین‌المللی انجمن پرچم‌شناسی (International Federation of Vexillological Associations)

پرچم‌شناسی یا وِکسیلالِجی (به انگلیسی: Vexillology)، به دانش شناخت پرچم‌ها گفته می‌شود. این دانش به مطالعه تاریخچه و سیر تحول پرچم‌ها و معنا و مفهوم نهفته در رنگ‌ها و علایم موجود در پرچم کشورها و سایر سازمان‌ها و شرکت‌ها و… می‌پردازد و دربارهٔ مراسم برافراشته شدن و پایین آوردن و احترام به پرچم به مطالعه می‌پردازد.

## رنگ پرچم‌ها
رنگ‌های یک درفش نمایندهٔ هویت مردم آن سرزمین است. مثلاً رنگ‌های آبی، سفید و سرخ نماد کشورهای پان-اسلاویک، رنگ‌های سیاه، سفید و سبز نماد کشورهای پان-عربی، سبز زرد و سرخ نشانهٔ کشورهای پان-آفریقایی و ضربدر نماد برخی کشورهای شمال اروپا است.

## نشانهٔ میان پرچم
نشانهٔ برخی کشورهای اسلامی نظیر ترکیه و پاکستان و مالزی «ماه و ستاره» است. نشانهٔ قرقیزستان، خورشید و نشانهٔ هند چرخ تناسخ است.

## پانوشت‌ها
1. ↑  خیراندیش، رسول؛ و سیاوش، شایان. ریشه‌یابی نام و پرچم کشورها، ص257